# Графство Сайн-Альтенкирхен
Графство Сайн-Альтенкирхен (нем. Grafschaft Sayn-Altenkirchen) — государство в составе Священной Римской империи, существовавшее с 1648 по 1803 г. Располагалось в районе Вестервальда у реки Зиг.

## История
Альтенкирхен в Вестервальде принадлежал графству Сайн с XII в. и превратился в один из городских центров графства., В 1561 году графы Сайн ввели Виттенбергскую реформацию
Граф Генрих IV построил замок Альтенкирхен в 1586 г., который был снесен в 1862 году. При нём графы Сайн-Сайн вымерли по мужской линии в 1606 г., и Альтенкирхен перешел к графам Сайн-Витгенштейн.
После смерти последнего графа Сайн-Витгенштейн-Сайн Эрнста в 1636 г, в 1652 г. его сестры унаследовали графство и окончательно разделили: старшая дочь Эрнестина получила территорию вокруг Хахенбурга и приходы Фламмерсфельд, Бирнбах, Шенеберг и Хамм, которые были территориально отделены от него (Сайн-Хахенбург); младшая дочь Иоганетта — район вокруг Альтенкирхена и Альмерсбаха, а также территориально разделенные приходы Мерен, Нидерфишбах, Кирхен, Дааден и Гебхардсхайн (Сайн-Альтенкирхен).
Иоганетта фон Сайн-Витгенштейн вышла замуж за герцога Саксен-Эйзенаха Иоганна Георга I в 1661 г., графство оставалось за этой семьей до 1741 г.. Их наследниками были маркграфы Бранденбург-Ансбахские, территории которых были присоединены к королевству Пруссия в 1791 г. Заключительное постановление Имперской депутации от февраля 1803 г. графство Нассау-Узинген, которое было преобразовано в герцогство Нассау в 1806 г. вместе с Нассау-Вейльбургом.
По окончании Наполеоновских войн Венский конгресс вернул графство королевству Пруссия, сделав из него район Альтенкирхен в округе Кобленц провинций Нижний Рейн (1816—1822 гг.), Рейнской провинции (1822—1946 гг.) и Рейнланд-Пфальца (1946 г. — н.в.).
Супруга короля Великобритании Георга II Каролина была сонаследницей графства, её внук Георг III получил компенсацию за потерю наследства.

## Правители
- Иоганетта фон Сайн-Витгенштейн (1648—1701)
- герцог Саксен-Эйзенаха Вильгельм-Генрих (1701—1741)
- маркграф Бранденбург-Ансбаха Карл Вильгельм Фридрих (1741—1757)
- маркграф Бранденбург-Ансбаха и Бранденбург-Байрейта Карл Александр